# 박산다라
박산다라(Sandara Park, 1984년 11월 12일 ~ )는 대한민국의 가수, 배우이다. 남동생은 가수 천둥이다.

## 생애
박산다라는 1984년 11월 12일에 1남 2녀 중 장녀로 부산에서 태어났다. 초등학교 2학년 때 서태지와 아이들이 데뷔하여 그들을 보며 연예인을 꿈꾸었으나, 3학년 때 대구로 이사했고, 4학년 때 무역업에 종사하는 아버지를 따라 모든 가족이 필리핀으로 이민을 가서 연예인의 꿈을 접게 되는 듯했다.
고등학교 행사에서 연예계에서 활동하던 친구가 필리핀 방송국 ABS-CBN의 "스타 서클 퀘스트"라고 하는 서바이벌 오디션에 응시해보라고 권해서 이 오디션에 응모하고 가수와 연기자(대한민국에서는 배우로 불린다.) 및 진행자(대한민국에서는 MC로 불린다.)로 활동을 한다. 
최종 5명이 확정되는 마지막 탈락자 선발전에서 약 50만 통의 휴대전화 문자 득표를 기록하였고, 이는 여성 출연자 사상 최대의 기록이었다. 참가 이후 한국 드라마를 소개하는 《산다라의 로맨스》를 비롯한 여러 다양한 TV 프로그램에 출연하였다. 또한, 그녀의 이름을 딴 앨범 "Sandara"를 발매하며 가수 활동도 겸하게 되었다. 신선한 댄스곡으로 히트한 "In Or Out"은 스타 서클 퀘스트에서의 경험을 담은 곡이다. 박산다라의 인기를 증명하듯, 앨범은 6개월 후 더블 플래티넘으로 인정받았다. 이 외에도 4편의 영화에 출연하여 현지의 젊은 배우들과 열연을 펼치는 등 다양한 영역에서 활발하게 활동하며 스타로서의 입지를 확고하게 쌓아 나갔다. 대한민국 인간극장의 내이름은 산다라박편에 출현하면서 자신을 알렸고 그와동시에 동생들(박두라미와 천둥)이 공개가 됐다. 그래도 동생들이랑 사이가 좋은 편이다.

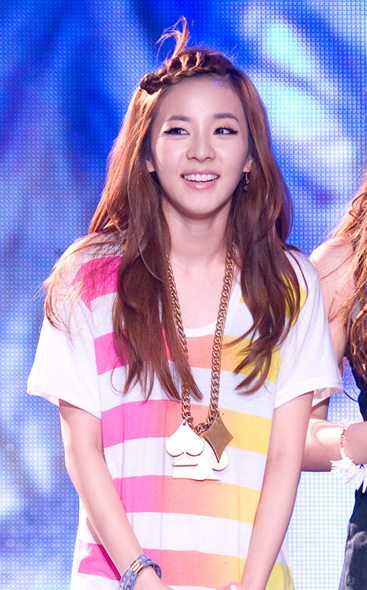
2009년 산다라

필리핀에서 먼저 연예 활동을 시작한 박산다라는 필리핀에서의 인기를 바탕으로 2004년 7월 7일에 방송된 SBS 《체험! 지구촌 홈스테이》를 통하여 처음으로 국내에 소개되었고, 이후 같은 해 8월 31일 방송된 KBS 《생방송 시사투나잇》과 10월 25일에 5부작으로 방영한 《인간극장》에 '내 이름은 산다라 박' 편을 통하여 이름이 국내에 널리 알려지게 되었다. 또한 MBC 10대 가수 가요제 시상자 자격으로 대한민국을 방문하기도 하였다.
2007년 8월 2일에 YG엔터테인먼트와 계약을 체결하였고 2008년 3월에 가수 거미의 4집 타이틀 곡 '미안해요' 뮤직비디오에 빅뱅의 T.O.P과 함께 출연하였으며, 2009년 2월에는 MBC 드라마 《돌아온 일지매》에서 닌자 마을의 '리에' 역을 맡아 출연하였다. 그해 5월 6일에 4인조 여성 그룹 2NE1에 합류하여 디지털 싱글 〈Fire〉를 발표하고, 5월 17일에 《SBS 인기가요》를 통해 대한민국에서 공식적으로 데뷔하였다. 그해 9월 7일에 산다라박은 2NE1 멤버들 중에서 처음으로 솔로 디지털 싱글 《Kiss》를 발표하였고 이 곡은 같은 2NE1 멤버인 CL이 랩 피쳐링에 참여하였다. 이후 배우 이민호와 함께 맥주 CF에 출연하였다. 'Kiss'는 각종 온라인 음원 사이트에서 실시간 차트 1위를 차지했다.

## 음반 목록
필리핀 EP
- 2004년: 《Sandara》
- 2004년: 《Walang Sabit》
- 2006년: 《Ang Ganda Ko》

EP
- 2023년: 《SANDARA PARK》

싱글
- 2009년: 〈Kiss〉

피처링
- 2009년: G드래곤 - 〈Hello〉

OST
- 2015년: 《오늘》
- 2015년: 《우리 둘이》(with 강승윤)
- 2015년: 《우리 헤어졌어요》(with 강승윤)
- 2016년: 《Always For You》
- 2017년: 《한걸음》
- 2017년: 《기억의 노래》(with 한재석)

## 작품 목록

### 뮤지컬
| 연도 | 제목                              | 역할     | 비고 |
| ---- | --------------------------------- | -------- | ---- |
| 2020 | 2020 운명 극복 로맨스 <또!오해영> | 또오해영 |      |

### 드라마
| 연도 | 제목                                                      | 역할                  | 비고                                                      |
| ---- | --------------------------------------------------------- | --------------------- | --------------------------------------------------------- |
| 2004 | 크리스탈라                                                | 킴                    | 조연 (드라마 데뷔)                                        |
| 2004 | SCQ 리로드: 오케이 아코!                                  | 산다라 소             | 2004년까지                                                |
| 2004 | 마아라아라 모 카야                                        | 본인                  | 인생 이야기 (회제목 "스크랩북")                           |
| 2006 | 유어 송                                                   | 본인                  | 회제목 "에브리팅 유 두"                                   |
| 2006 | 코믹스                                                    | 마라                  | 회제목 "마체테" (원작 파블로 에스 고메즈의 만화 "마체테") |
| 2006 | 크레이지 포 유                                            | 아라                  | 조연                                                      |
| 2007 | 달라왕 티소이                                             | 킴 치                 | 마지막 필리핀 작품                                        |
| 2009 | 돌아온 일지매                                             | 리에                  | 한국 데뷔                                                 |
| 2009 | 스타일                                                    | 본인 (2NE1 함께)      | 특별출연 (6회)                                            |
| 2014 | 별에서 온 그대                                            | 레드카펫 배우         | 특별출연 (21회)                                           |
| 2014 | What's Eating Steven Yeun? (무엇 스티븐 yeun을 먹는거야?) | 본인                  | 웹 미니시리즈                                             |
| 2015 | 닥터 이안                                                 | 이소담                | 웹 드라마                                                 |
| 2015 | 프로듀사                                                  | 본인                  | 특별출연 (4, 5 & 12회)                                    |
| 2015 | 우리 헤어졌어요                                           | 노우리                | 웹 드라마                                                 |
| 2015 | 미싱코리아                                                | 리연화                | 웹 드라마                                                 |
| 2016 | 한 번 더 해피엔딩                                         | 구슬아                | 특별출연                                                  |
| 2020 | 저녁 같이 드실래요?                                       | 김해경을 찾아 온 환자 | 특별출연                                                  |

### 영화
| 연도 | 제목             | 역할                  | 비고               |
| ---- | ---------------- | --------------------- | ------------------ |
| 2004 | 볼타             | 본인                  | 카메오 (영화 데뷔) |
| 2004 | 비코즈 오프 유   | 에이프릴              |                    |
| 2004 | 스타 서클 퀘스트 |                       |                    |
| 2005 | 캔 디스 비 러브  | 데이지                |                    |
| 2006 | 디 락키 원즈     | 애나 (별칭 "락키 걸") |                    |
| 2006 | 수페르 노이피    | 미치 라피소라         | 마지막 필리핀 영화 |
| 2009 | 걸프렌즈         | 본인 (2NE1 함께)      | 특별출연           |
| 2017 | 원스텝           | 시현                  |                    |
| 2017 | 치즈인더트랩     | 장보라                |                    |

### 예능
| 연도              | 제목                           | 역할              |
| ----------------- | ------------------------------ | ----------------- |
| 2017              | 은밀하게 위대하게              | 본인              |
| 2018              | YG전자                         | 본인              |
| 2021              | 나 혼자 산다                   | 게스트            |
| 2022              | 나 혼자 산다                   | 게스트            |
| 나 혼자 산다      | 게스트                         |                   |
| 홍김동전          | 게스트                         |                   |
| 옥탑방의 문제아들 | 게스트                         |                   |
| 아는형님          | 게스트                         |                   |
| 줄 서는 식당      | 게스트                         |                   |
| 라디오스타        | 게스트                         |                   |
| 신상출시 편스토랑 | 스페셜 MC                      |                   |
| 2023              | 요즘 남자 라이프 - 신랑수업    | 게스트            |
| 2023              | 신상출시 편스토랑              | 스페셜 MC         |
| 2023              | 짠당포                         | 게스트            |
| 2023              | 라디오스타                     | 게스트            |
| 2023              | 꼬리에 꼬리를 무는 그날 이야기 | 게스트            |
| 2023              | 신발벗고돌싱포맨               | 게스트            |
| 2023              | 놀라운토요일                   | 게스트            |
| 2023              | 스트릿 우먼 파이터 2           | 게스트            |
| 2023              | 2023 퀴즈온 코리아             | 게스트            |
| 2023              | 살림하는 남자들 시즌2          | 게스트            |
| 2023              | 톡파원 25시                    | 게스트            |
| 2023              | 강심장 VS                      | 게스트            |
| 2024              | 이십세기 힛-트숑               | 인턴MC            |
| 2024              | 4인용식탁                      | 오윤아편 초대손님 |
| 2024              | 집대성                         | 게스트            |
| 2025              | 재친구                         | 게스트            |

### 뮤직비디오
- 2008년 거미 〈미안해요〉
- 2010년 태양 〈I Need A Girl〉
- 2014년 선우정아 〈봄처녀〉

## 수상 목록

### 시상식
- 2005년 필리핀 21st PMPC Star Awards for Movies Best New Actress
- 2010년 필리핀 《제2회 필리핀 K-POP 컨벤션 어워드》 - 올해의 여자 아이돌
- 2021년 MBC 방송연예대상 인기상
- 2024년 제33회 하이원 서울가요대상 K-POP 특별상